# Origin Systems
Origin Systems Inc., generalmente abbreviata in OSI, era una società statunitense dedita allo sviluppo di videogiochi, fondata dai fratelli Garriott e da Chuck Bueche nel 1983 e fallita nel 2004; è soprattutto ricordata per aver prodotto le serie di videogiochi Ultima e Wing Commander.

## Storia
Origin fu fondata nel 1983 da Richard Garriott (conosciuto con il soprannome di Lord British), dal fratello Robert, dal padre Owen e da Chuck Bueche dopo che Richard terminò il contratto con la Sierra On-Line. La Origin fu acquisita, nel 1992, da Electronic Arts.
Nel 1997 uscì quello che sarebbe stato il primo (e uno dei più celebri) MMORPG, Ultima Online: per il grande successo avuto da questo titolo, Electronic Arts decise che Origin avrebbe dovuto, dopo avere terminato Ultima IX, sviluppare esclusivamente titoli online. Nonostante questa scelta, EA cancellò l'anno seguente tutti i progetti in corso, inclusi Ultima Online 2, Privateer Online, e Harry Potter Online.
Richard Garriott lasciò la compagnia per fondare, nel 2000, Destination Games, e da allora Origin rimase in piedi esclusivamente per il supporto di Ultima Online: un ulteriore titolo in sviluppo, Ultima X: Odyssey, venne annullato nel 2004, e poco tempo dopo lo studio venne definitivamente chiuso.

## Persone
Tra i membri che hanno lavorato alla Origin si possono ricordare:
- Raph Koster, designer di Ultima Online passato poi a Sony Online Entertainment, dove ha collaborato a Everquest II e Star Wars Galaxies.
- Sheri Graner Ray, scrittrice e designer di parecchi titoli della serie Ultima.
- Chris Roberts, creatore della serie Wing Commander, e in seguito fondatore dello studio Digital Anvil.
- John Romero ha brevemente lavorato per Origin tra il 1987 e l'88.
- Warren Spector, produttore di Ultima Underworld oltre che della serie System Shock, Wings of Glory e altri titoli.

## Prodotti

### Sviluppati
- 1981 - Ultima I: The First Age of Darkness
- 1982 - Ultima II: The Revenge of the Enchantress
- 1983 - Ultima III: Exodus
- 1983 - Caverns of Callisto
- 1985 - Autoduel
- 1985 - Moebius: The Orb of Celestial Harmony
- 1985 - Ultima IV: Quest of the Avatar
- 1986 - Ogre
- 1986 - Ring Quest
- 1987 - 2400 A.D.
- 1988 - Times of Lore
- 1988 - Ultima V: Warriors of Destiny
- 1989 - Knights of Legend
- 1989 - Omega
- 1989 - Space Rogue
- 1989 - Tangled Tales
- 1989 - Windwalker
- 1989 - Space Rogue
- 1990 - Ultima VI: The False Prophet
- 1990 - Bad Blood
- 1990 - Worlds of Ultima: The Savage Empire
- 1990 - Wing Commander
  - 1990 - Wing Commander: The Secret Missions
  - 1991 - Wing Commander: The Secret Missions 2: Crusade
- 1991 - Wing Commander II: Vengeance of the Kilrathi
  - 1991 - Wing Commander II: Vengeance of the Kilrathi - Special Operations 1
  - 1991 - Wing Commander II: Vengeance of the Kilrathi - Special Operations 2
- 1991 - Ultima: Worlds of Adventure 2: Martian Dreams
- 1992 - Ultima VII: The Black Gate
  - 1993 - Ultima VII: Forge Of Virtue
- 1993 - Shadowcaster
- 1993 - Strike Commander
- 1993 - Wing Commander: Privateer
  - 1994 - Righteous Fire
- 1993 - Wing Commander Academy
- 1993 - Ultima VII Part 2: Serpent Isle
  - 1993 - Ultima VII Part 2: The Silver Seed
- 1994 - Metal Morph
- 1994 - Pacific Strike
- 1994 - Wings of Glory
- 1994 - Ultima VIII: Pagan
- 1994 - Wing Commander III: Heart of the Tiger
- 1994 - Wing Commander: Armada
  - 1994 - Proving Grounds
- 1995 - CyberMage: Darklight Awakening
- 1995 - Bioforge
- 1995 - Crusader: No Remorse
- 1996 - Crusader: No Regret
- 1996 - Transland
- 1996 - Privateer 2: The Darkening
- 1996 - Wing Commander IV: The Price of Freedom
- 1996 - Jane's Combat Simulations: AH-64D Longbow
  - 1996 - Jane's Combat Simulations: AH-64D Longbow: Flash Point Korea
- 1997 - Jane's Combat Simulations: Longbow 2
- 1997 - Ultima Online
- 1997 - Wing Commander: Prophecy
  - 1997 - Wing Commander: Secret Ops
- 1999 - Ultima IX: Ascension

### Pubblicati
- 1988 - Times of Lore
- 1989 - Knights of Legend
- 1992 - Ultima Underworld: The Stygian Abyss
- 1993 - Ultima Underworld II: Labyrinth of Worlds
- 1993 - Shadowcaster
- 1994 - System Shock
- 1996 - Abuse